# Zathureczky Ede
Alsó- és felsőzathurcsei Zathureczky Ede (Igló, 1903. augusztus 24. – Bloomington (Indiana, Egyesült Államok), 1959. május 31.) kétszeres Kossuth-díjas magyar hegedűművész, a Zeneakadémia igazgatója.

## Tanulmányai
Zenei tehetségét valószínűleg operaénekesnő és zongorista édesanyjától, Filbinger Máriától örökölte. 1910-ben kezdte zenei tanulmányait, első fellépése már 1911-ben 8 éves korában volt. Miután családja 1914-ben Kassára költözött Kun Tivadar vette át zenei képzését. Zathureczky 1918-ban került Budapestre, tizennégy évesen jelentkezett a Zeneakadémia hegedű tanszakára, ahol fiatal kora ellenére Hubay Jenő egyenesen saját akadémiai osztályába vette fel, emellett zeneszerzést tanult Siklós Alberttől. 1919-től a mesteriskola növendékeként folytatta tanulmányait, hamarosan Hubay Jenő egyik legkedvesebb növendéke lett. Részben ennek tulajdonítható, hogy az elkövetkező évtizedek során egyre inkább őt tekintették a Hubay hegedűsiskola méltó őrzőjének. A budapesti Zeneakadémián 1922 májusában szerzett előadóművészi oklevelet.

## Művészi és tanári pályája
Fellépései 1921-ben Kassán kezdődtek, majd felfelé ívelő művészi karrierjét az 1923 januárjában Hubay Jenő vezényletével rendezett budapesti hangversenye indította, amelyen a megjelent impresszáriók is felfigyeltek tehetségére. Az 1923 és 1928 közötti években négy nagysikerű olaszországi turnén vett részt, ezeken összesen száznál több hangversenyt adott, miközben Európa más városaiban is fellépett, Kassán, Prágában és Bécsben. 1924-ben Berlinben, 1925 elején Amerikában is sikerrel koncertezett (New York, Chicago, Boston); New Yorkban Bruno Walter vezényletével szerepelt.
Pályáján az 1929-es év jelentős fordulatot hozott, ekkortól a Zeneművészeti Főiskola tanára, Hubay Jenő asszisztense lett.
Az 1930-as évek közepétől szoros együttműködést alakított ki Bartók Bélával, több hazai és külföldi hangversenyen léptek fel közösen Budapesten, Temesvárott, Kassán és Nyíregyházán.  1939 március végétől olaszországi turnén vettek részt. Szembetűnő változás történt Zathureczky előadói repertoárjában, a virtuóz karakterdarabok helyett elsősorban a klasszikus-romantikus szonáta irodalom került előtérbe (a középpontban Beethoven művekkel), valamint repertoárja Bartók kompozícióival is bővült.
Hubay 1937-ben bekövetkezett halála után a hegedű tanszakon a mesterképzést felfüggesztették, az 1943 őszétől újból elindított mesterképző vezetője végül Zathureczky lett, és ekkor Dohnányi Ernő utódaként őt nevezték ki a Zeneakadémia igazgatójává is, ahol 1956-ig, Egyesült Államokba való emigrálásáig megtartotta pozícióját.
A második világháború utáni pár évben 1946 és 1949 között Európa majdnem valamennyi jelentős zenei központjában fellépett, kortárs zeneszerzőkkel került személyes kapcsolatba, ami repertoárjának kortárs zeneművekkel történő gazdagodását eredményezte. 1948/49-ben Bartók: Hegedűversenyének sorozatos előadásaival szinte kulturális missziót teljesített. 1949 után a bezártság következtében, amelyben a magyar zenei elit élni volt kénytelen, már csak a kelet-európai országokba utazhatott.
1956 novemberében egy rádiófelvétel kapcsán utazott Bécsbe, onnan barátai rábeszélésére továbbutazott az Egyesült Államokba. Az 1957/58-as tanévtől elvállalta a bloomingtoni (Indiana, USA) Indiana University hegedű tanszakának vezetését, de a következő évben már hazatérését tervezte. Az USA-ban újból koncertezett, Böszörményi-Nagy Bélával, aki akkor már szintén az Indiana University professzora volt, 1958. április 8-án New York-ban a Town Hallban adtak koncertet. Egy évvel halála előtt, 1958-ban találkozott Dohnányi Ernővel is az idős zeneszerző floridai otthonában.
1959. május 31-én váratlanul halt meg Bloomingtonban, Bartókhoz hasonlóan már ő sem térhetett többé vissza hazájába.

## Neves tanítványai
Pedagógiai képességeit fényes eredmények igazolták, számos növendéke nyert nemzetközi versenyeken. Virovai Róbert 1937-ben a bécsi nemzetkozi hegedűverseny első helyezettje, Albert Ferenc, az olasz Sirio Piovesan 1946-ban a Genfi Nemzetközi Zenei Verseny helyezettje, Lengyel Gabriella, valamint Kovács Dénes, az 1955-ös londoni Flesch hegedűverseny nyertese. További sikeres növendékei Bakonyi Klára/Maxi Tószeghi (London, született Bakonyi Klára Bp.,1929.07.11. -,) (nem azonos az 1929-ben született hegedűtanár Székely Andrásné Bakonyi Klárával (Budapest, 1929. 06. 14. - 2022. 06.27.),  Komlós Péter a Bartók vonósnégyes vezetője, Kocsis Albert, Halász Ferenc a Zeneakadémia tanára, Devich Sándor, a Bartók vonósnégyes egyik alapító tagja, Pauk György. Boros Lajos kiváló cigányprímás, hegedűművész is tanítványai között volt.
Kovács Dénes utóda lett a Zeneakadémia hegedű tanszakán és az igazgatói székben egyaránt.
1949-től Budapesten ő volt a tanára a lengyel Wanda Wiłkomirskanak, aki Genfben, Budapesten és Poznańban nyert akkoriban díjakat.
Pauk György, számos nemzetközi zenei verseny győztese, a londoni Royal Academy of Music hegedű tanszakának vezetője, tanáráról, Zathureczky Edéről nevezte el a Royal Academy of Music hegedű tanszakát.

## Lemezei
Zathurecky csak kevés lemezfelvételt készített,  viszont  Dohnányi Ernő Tallahassee–ben (Florida)  levő otthonában Dohnányival feltehetően 1958-ban, röviddel Zathureczky halála előtt  készült magnófelvételét kiadták CD-n. A felvételen Mozart: Szonáta K. 304.,  Beethoven:  Szonáta Op. 30.  No. 3., Op. 24. és a  Kreutzer szonáta,  Op. 47. No. 9. valamint  Schumann: Hegedű-zongora szonáta Op. 121. No. 2. szerepel.

## Díjak, elismerések
- 1942 Corvin-koszorú
- 1951 Kossuth-díj
- 1952 Kiváló művész
- 1955 Kossuth-díj

## Külső hivatkozások
- Liszt Ferenc Zeneművészeti Egyetem Zathureczky Ede
- The New York Times April 08, 1958
- Bartók's Chamber Music (pg.289) by János Kárpáti]